# 헤르츠스프룽빈틈
헤르츠스프룽 빈틈(Hertzsprung gap)은 성단의 헤르츠스프룽-러셀도표에서 나타나는 특징이다. 아이나르 헤르츠스프룽은 HR도표에서 분광형 A5 ~ G0, 절대등급 +1 ~ -3 영역에 별이 없다는 것을 발견했다. 별이 진화하는 도중 헤르츠스프룽빈틈을 지난다는 것은, 별이 중심핵의 수소 핵융합은 끝났지만, 아직 수소껍질 핵융합은 시작하지 않았다는 것을 의미한다.
정확히는 헤르츠스프룽빈틈에도 별이 존재하기는 하지만, HR도표상에서 별이 이 영역에 머무르는 시간(수천 년 정도)은 별의 전체 수명(수천만 년 이상)과 비교해서 매우 짧기에, 이 영역에는 별의 밀도가 매우 낮아 별이 없는 것처럼 보이는 것이다. 히파르코스 인공위성이 관측한 11,000개 별을 HR도표 위에 뿌린 결과 헤르츠스프룽빈틈에 떨어진 별은 겨우 한 움큼 정도에 불과했다.

## 같이 보기
- 준거성